# Elie Wiesel

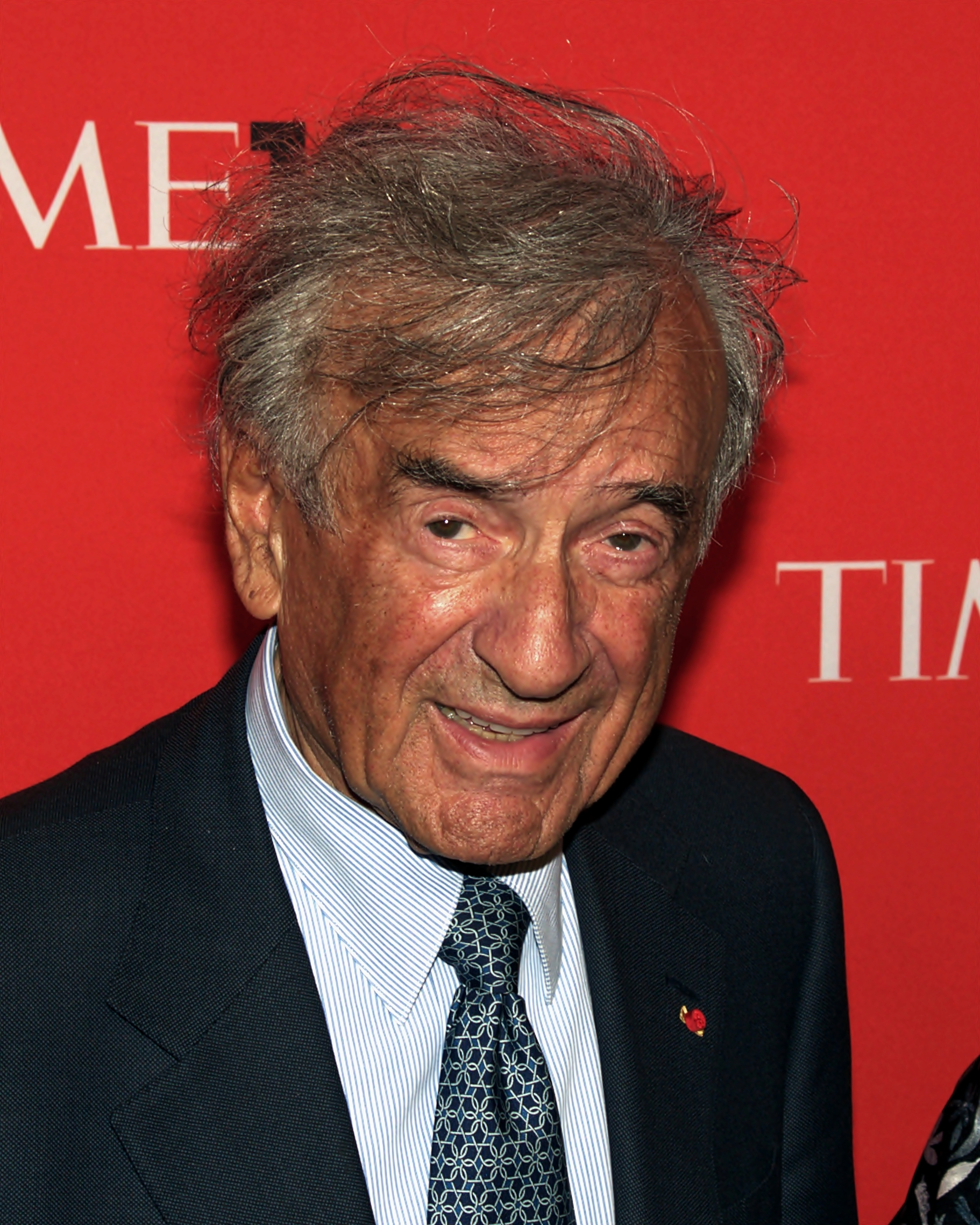
Elie Wiesel 2010-ben

Elie Wiesel (született Eliezer Wiesel) (Máramarossziget, 1928. szeptember 30. – New York, 2016. július 2. ) amerikai zsidó író, politikai aktivista és egyetemi tanár, holokauszttúlélő. 57 könyvet írt. Leghíresebb műve Az éjszaka, amely a náci koncentrációs táborokban szerzett élményein alapul.
1986-ban Elie Wiesel Nobel-békedíjat kapott. A norvég Nobel-díj-bizottság az „emberiség hírvivőjének” nevezte, megjegyezve, hogy a „Hitler haláltáboraiban történt teljes megalázottság megtapasztalásának és az emberiesség semmibe vevésének” feldolgozására irányuló küzdelmei, valamint a „béke érdekében végzett gyakorlati munkája” mind „a béke, a jóvátétel, a megbékélés és az emberi méltóság” erőteljes üzenetét közvetíti az emberiség felé. Ő használta először a „holokauszt” kifejezést a mai értelmében.

## Élete

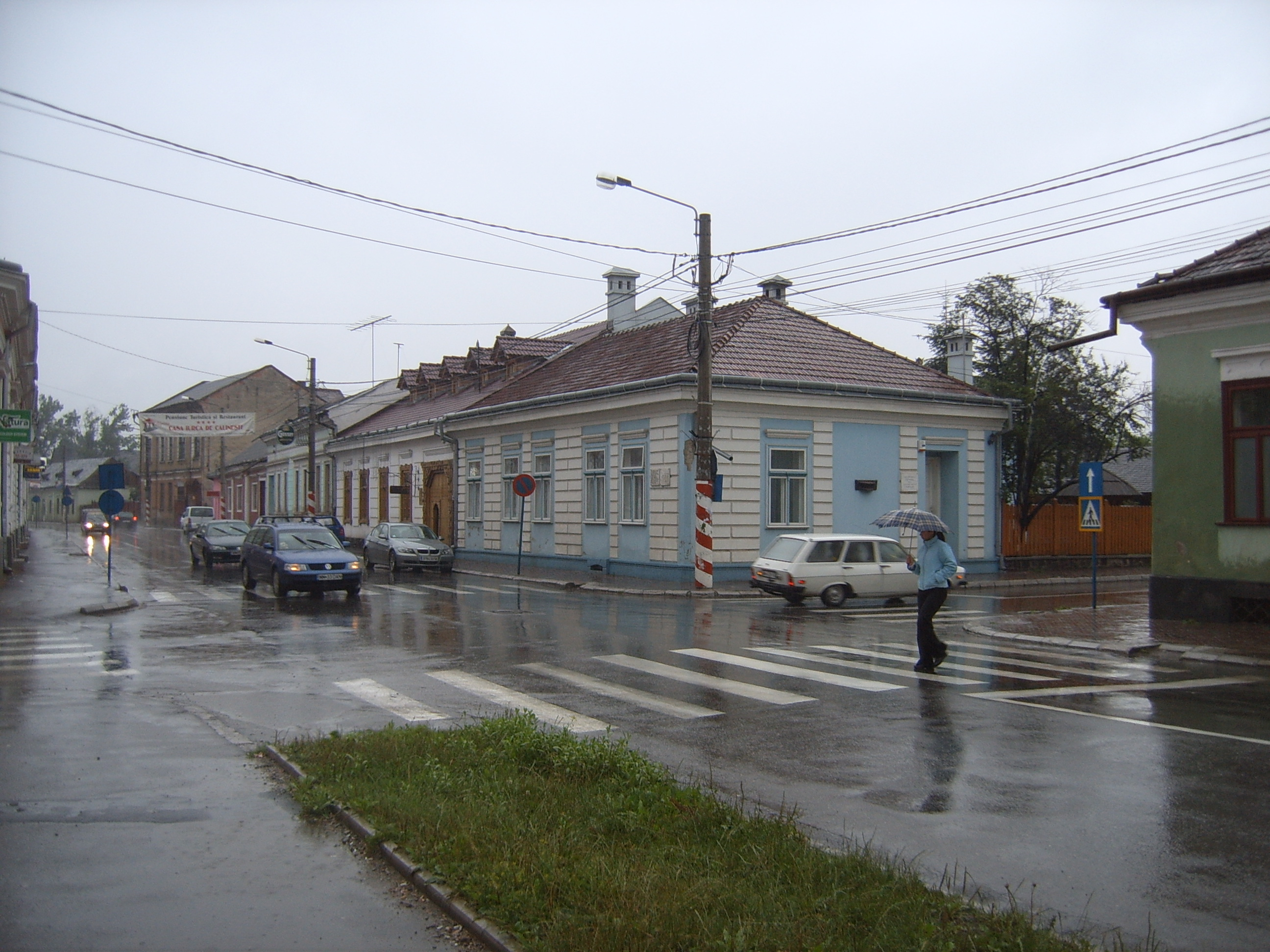
Elie Wiesel szülőháza

### Korai évek
Ortodox zsidó családban született. Anyanyelve a jiddis volt, de magyarul is kitűnően megtanult, és gyerekként rajongott a magyar kultúráért. Édesanyja, Feig Sára a híres Dodye Feig, egy közeli faluban földművesként tevékenykedő haszid zsidó lánya volt. Édesapja, Wiesel Slomó egy magyar ortodox zsidó leszármazottja volt, aki saját zöldséges üzletet működtetett. Aktívan tevékenykedő és közmegbecsülésnek örvendő férfi hírében állt a közösségben. Fiatal korában néhány hónapot börtönben töltött, mert szökött és nélkülöző lengyel zsidóknak segített. 
Slomó volt az, aki bátorította fiát, hogy modern hébert tanuljon és irodalmat olvasson, ezáltal erős humanista tudatot nevelve bele, míg édesanyja a Tóra és a Kabbala olvasására buzdította őt. Wiesel elmondása szerint édesapja képviselte és közvetítette felé az értelmet (intellektualitást), édesanyja pedig a hit fontosságára tanította. Elie Wieselnek három lánytestvére volt – két nővére, Hilda és Beatrix, valamint egy húga, Cippóra. Beatrix és Hilda túlélték a háborút és egy francia árvaházban találkoztak ismét össze Elie-vel. Később mindannyian Észak-Amerikába emigráltak: Beatrix például a kanadai Montréalba költözött, Elie pedig 1961-ben kapta meg az amerikai állampolgárságot. Cippóra, Slomó és Sára nem élték túl a háborút.

### Középiskolás évek
Középiskolai tanulmányait magántanulóként kezdte Máramarosszigeten. A második világháború éveiben, amikor még Észak-Erdély Magyarországhoz tartozott, a debreceni, majd a nagyváradi magyar nyelvű zsidó felekezeti gimnáziumokban is tanult. Ezenkívül a máramarosszigeti haszid zsidó közösség zsinagógájában vallási tanulmányokat folytatott.

## Második világháború
1940-ben Máramarossziget városa a második bécsi döntés következtében visszatért Magyarországhoz. 1944-ben Elie-t és családját, valamint a városban maradottakat Máramarossziget két gettója közül az egyikben helyezték el; Elie és családja a kettő közül a nagyobbikba, a Serpent utcaiba került. 1944. május 16-án – ekkor ő tizenöt éves – egész családjával együtt deportálták. Megjárta az auschwitzi, a monowitzi és a buchenwaldi koncentrációs táborokat.
Auschwitzban az A-7713 számot tetoválták a bal karjára, és auschwitzi tartózkodása idején ez a szám helyettesítette a nevét, ahogy Az éjszaka című művében olvasható. Wieselt elválasztották az édesanyjától és húgától, Cippórától, akikről azt feltételezik, hogy Auschwitzban vesztették életüket rögtön megérkezésük után. Wieselt és édesapját elvitték a Buna Werke munkatáborába, amely Auschwitz-Monowitzhez (Auschwitz III.) tartozott. Több mint nyolc hónapig sikerült apjával maradnia, miközben arra kényszerültek, hogy megdöbbentő körülmények között és három koncentrációs tábor között ingázva dolgozzanak a háború végéig. 1945. január 29-én, mindössze néhány héttel azt követően, hogy Buchenwaldba kerültek át, Wiesel édesapja vérhasban, éhezésben és kimerülésben meghalt.
Ez mindössze egy hónappal azelőtt történt, hogy az amerikai harmadik hadsereg felszabadította a tábort április 11-én. Összesen valamivel kevesebb mint tizenegy hónapot töltött koncentrációs táborban. Több tucat könyvében, esszéiben, novelláiban és drámáiban írta meg a koncentrációs táborok borzalmait.

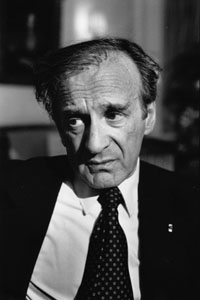
Elie Wiesel (1987)

## A második világháború után
A második világháború után Párizsban telepedett le, és az ott töltött 16 év alatt megbecsült helyet vívott ki magának a francia irodalomban. Franciaországban először hébert tanított és karvezetőként dolgozott, mielőtt hivatásos újságíró lett – izraeli és francia lapokban publikált. Tíz évvel a második világháború lezárta után Wiesel még mindig visszautasította, hogy a holokauszt idején átélt tapasztalatairól írjon vagy beszéljen. Azonban egy találkozás François Mauriackal, aki 1952-ben kapott irodalmi Nobel-díjat és végül Wiesel jó barátja lett, meggyőzte őt, hogy írjon az élményeiről. Wiesel először egy 900 oldalas életrajzot írt jiddisül Un di velt hot geshvign (És a világ csendben maradt) címmel, amit kivonatolva Buenos Airesben adtak ki. Wiesel a kézirat rövidített változatát megírta franciául is, amely 127 oldalban La Nuit (Az éjszaka) címmel jelent meg, majd angolra fordították Night (Éjszaka) címmel. Mauriac támogatása ellenére Elie Wieselnek nem volt könnyű kiadót találnia a könyveihez, és kezdetben igen kis példányszámban keltek csak el írásai.
1960-ban Arthur Wang, a Hill & Wang Könyvkiadó alapítója száz dollárt adott a látszat kedvéért előlegként, és szeptemberben az USA-ban kinyomtatta Az éjszaka című alkotását, amelyből az elkövetkező 18 hónapban több mint ezer elkelt, de a kritikusok figyelmét is felkeltette, ennek eredményei a televíziós interjúk és olyan irodalmi kiválóságokkal való találkozások lettek, mint például Saul Bellow. „Az angol fordítás 1960-ban látott napvilágot, és először háromezer példányban nyomtatták ki – mondta Wiesel egy interjúban –, és három évbe telt, mire eladtuk. Most száz levelet kapok havonta gyermekektől a könyv kapcsán”. A The Trial of God című könyvéről és színdarabjáról azt feltételezik, hogy azon auschwitzi élményén alapul, amikor végignézett három zsidót, akik közel a halálukhoz vizsgálatot tartottak Istennel szemben azzal a váddal, hogy Ő mindig is a zsidó nép elnyomója volt.
1961-ben átköltözött az Amerikai Egyesült Államokba, ahol két év elteltével megszerezte az állampolgárságot.

## Kései évek
Élete hátralévő éveiben Wiesel az USA-ban élt, a Bostoni Egyetemen tanított, és az Elie Wiesel Alapítvány elnöke volt.
Egyetemi tanulmányait az USA-ban és Párizsban végezte, a bostoni egyetem társadalomtudományi tanszékén dolgozott, a Holokauszt-emlékbizottság elnöke volt, számos előadást tartott az egész világon. A fajgyűlölet elleni küzdelem egyik tekintélyes és fáradhatatlan alakja volt, többek között a volt Jugoszlávia területén zajlott etnikai gyilkosságok ellen is tiltakozott.
2009. december 9-11. között Magyarországra utazott, ami a háború utáni első hivatalos hazai látogatása volt, az Egységes Magyarországi Izraelita Hitközség meghívására a magyarországi Chábád Lubavics mozgalom alapításának 20. évfordulója alkalmából. Díszvendége volt az ebből az alkalomból a Parlament Felsőházi termében rendezett „Magyar-zsidó együttélés” című konferenciának. A konferencián felszólalt többek között Bajnai Gordon miniszterelnök is. Wiesel találkozott látogatása során Sólyom László köztársasági elnökkel is.
Látogatása során mintegy tízezer érdeklő jelenlétében december 10-én este a Hetek Közéleti Klub rendezvényének díszvendége volt. Az eseményre a budapesti Hit Parkban került sor. A rendezvény házigazdája Németh Sándor vezető lelkész volt, a Hetek alapító-főszerkesztője. Számos hazai politikus, közéleti személyiség és művész mellett megjelent Izrael Állam budapesti nagykövete, a szlovén nagykövet, illetve az Egyesült Államok konzulja, továbbá Köves Slomó, az Egységes Magyarországi Izraelita Hitközség vezető rabbija és Feldmájer Péter, a Magyarországi Zsidó Hitközségek Szövetsége elnöke. Elie Wiesel mintegy egyórás előadásában köszönetet mondott a megjelenteknek, akiket Izrael barátainak nevezett. Kijelentette, zsidók és keresztények között soha nem volt olyan jó a viszony, mint napjainkban. Zsidók és keresztények barátok és szövetségesek, mondta az író, közös ellenségeik között pedig az antiszemitizmust, a fasizmust és a bigottságot említette. Zsidók és keresztények egyaránt várják a Messiást, akinek eljövetele – vagy visszajövetele – az egyedüli megfelelő válasz lesz a holokausztra – fogalmazott Elie Wiesel.
Előadása után az író a jelenlévők kérdéseire válaszolt.

## Halála
Elie Wiesel 87 évesen, 2016. július 2-án, manhattani otthonában hunyt el.

## Díjai, kitüntetései
Az 1986-os Nobel-békedíjat az alábbi indoklással vehette át: „Az egyik legfontosabb vezéralak és szellemi vezető azokban az időkben, amikor az erőszak, az elnyomás és a fajgyűlölet rányomta bélyegét a világ arculatára”. Hitvallásához hűen mindenhol felemelte a szavát, Boszniától az örmény népirtáson át Darfurig, valamint elkötelezett támogatója Izrael államának.
2004-ben a Magyar Köztársasági Érdemrend nagykeresztje kitüntetést vette át Mádl Ferenc köztársasági elnöktől. Ezt a kitüntetést 2012-ben visszaadta, mert azt tapasztalta, hogy – mint Kövér László házelnöknek írta – „Magyarországon köztereket neveznek el Horthy Miklósról és rehabilitálják Wass Albertet, illetve a világháborús fasiszta kormánnyal együttműködő más közéleti szereplőket, és a tanrendbe kerülnek a szélsőjobboldali eszméket hirdető szerzők”.

## Hatása
2006 januárjában Az éjszaka című művét Oprah Winfrey beválasztotta könyvklubjába. Ugyanebben az évben együtt látogattak el Auschwitzba, ahol az író felidézte az általa átélt, és könyvében megírt borzalmakat.
Oprah Winfrey esszéíró versenyt rendezett. A fiataloknak arra a kérdésre kellett választ keresniük, hogy Az éjszaka című mű miért aktuális napjainkban is.
2009 nyarán Angela Merkel német kancellár és Barack Obama amerikai elnök mellett Elie Wiesel volt a harmadik felszólaló, amikor az államfők Buchenwaldba látogattak, hogy tisztelegjenek az oda elhurcoltak és ott megöltek előtt. Wiesel az Air Force One fedélzetén érkezett, és szinte egész napját az amerikai elnökkel töltötte, a felkérést mégis közvetlenül a megemlékezés előtt kapta. „Tudja, Mr. Wiesel, úgy gondolom, önnek kéne beszélnie harmadikként” – mondja neki Obama, és Wieselnek mindig van gondolata, szava, ha azokra gondol, akik nem tértek vele vissza a lágerből. Egyik nyilatkozatában így fogalmazott: „Néha az az érzésem, hogy a történelemnek nincs érzéke az igazsághoz, most azonban azt gondolom, hogy humorérzéke viszont mégiscsak van, hiszen én, akit itt el akartak pusztítani, most győztesen, az Air Force One fedélzetén térek ide vissza!"

## Bírálatok
Grüner Miklós holokauszttúlélő azt állította, hogy „akit ma Elie Wieselként ismer a világ, ellopta az ő egykori auschwitzi barakktársának, Lázár Wieselnek a személyazonosságát.” Az általa indított pernek a célja az volt, hogy marasztalják el Köves Slomót, aki Elie Wiesel 2009-es magyarországi látogatásakor történelemhamisítással vádolta meg. A bíróság a következőképpen döntött:
... a rabbi Grüner Miklós történészi tevékenységének minősítésekor – függetlenül az állítása valóságtartalmától és formájától – nem lépte át a véleménynyilvánítás szabadságát. Az ítélőtábla szerint Köves valóban erősen fogalmazott, ám a kijelentése nem volt gyűlölködő, sértő vagy megalázó. (A bíróság döntése a Grüner Miklós által indított perben)
A bíróság ítélete csalódást keltett Grünerben, mivel az sem első, sem másodfokon nem foglalkozott az általa felhozott – Wiesellel kapcsolatos – bizonyítékokkal, arra hivatkozva, hogy ezek értelmezése a tudományra és a különböző hatóságokra tartozik. Érzése szerint a bíróság kibújt a felelősségteljes döntéshozatal alól, amivel nyitva hagyta az általa negyedszázada felvetett kérdést.
2010. április 16-án és 18-án Wiesel több amerikai sajtótermékben bírálta Barack Obama amerikai elnököt, aki felszólította Benjámín Netanjáhú izraeli elnököt a kelet-Jeruzsálemben létesítendő zsidó telepek leállítására. Wiesel a következőket nyilatkozta Jeruzsálemről:
 Számomra, a zsidónak, Jeruzsálem [hovatartozása] politikán feletti. A [zsidó] szentírásban hatszáz alkalommal szerepel, és a Koránban egyszer sem. (Elie Wiesel véleménye Jeruzsálem hovatartozásáról)
Wiesel kijelentései kritikákat váltottak ki. Az Americans for Peace Now (Amerikaiak a Békéért Mozgalom) nyílt levélben felhívta a figyelmét, hogy Jeruzsálem nem tekinthető kizárólagos zsidó jelképnek, mivel központi szerepet játszik a muzulmánok és a keresztények életében is.
2014-ben 327 holokauszt-túlélő, illetve azok leszármazottai elítélőleg nyilatkoztak Wiesel, a 2014-es izraeli gázai inváziót illetően tett kijelentéseiről:
... undorral és felháborodással tölt el bennünket az, ahogy Elie Wiesel ezeken a lapokon meggyalázza a történelmünket annak érdekében, hogy igazolja az igazolhatatlant: Izrael teljeskörű erőfeszítéseit Gáza elpusztítására és több mint 2000 palesztin legyilkolását, beleértve több száz gyermeket. Semmi sem igazolhatja az ENSZ menedékhelye, otthonok, kórházak és egyetemek bombázását. Semmi sem indokolhatja emberek villamos áramtól és víztől való megfosztását. (holokauszt-túlélők és leszármazottainak véleménye Elie Wiesel kijelentéseiről)

## Főbb művei
- La Nuit („Az éjszaka”, 1958) – egy eredetileg jiddis nyelven írt memoár (Un di velt hot geshvign) rövidített, francia nyelvű változata[18]
- L'Aube („A hajnal", 1960)
- Le Jour („A nappal", 1961)
- Les Juifs du silence („A csend zsidósága", esszé, 1966)
- Le Testament d'un poète juif assassiné („Egy meggyilkolt zsidó költő végrendelete", regény, 1980)

## Magyarul

### Önálló kötetek
- Az éjszaka; ford. Balabán Péter; Láng, Bp., 1990
- Az eskü; ford. Dezsényi Katalin; Európa, Bp., 1990 (Európa zsebkönyvek)
- Egy meggyilkolt zsidó költő Testamentuma; ford. Péter Éva; Esély Könyvklub, Bp., 1995
- Minden folyó a tengerbe siet; ford. Péter Éva; Esély Könyvklub, Bp., 1996
- A hajnal. Elbeszélés; ford. N. Kiss Zsuzsa; Ulpius-ház, Bp., 2001
- Bölcsek és történeteik: bibliai, talmudista és haszid mesterek arcképei; ford. Kovács Lajos; Partvonal, Bp., 2007
- A Sonderberg-ügy; ford. Tótfalusi Ágnes; Nyitott Könyvműhely, Bp., 2011

### Magyarul még
- 1 elbeszélés (Kovács Vera, Égtájak, 1968)
- 4 próza (Nemes L., Nagyvilág, 1988/5.)
- Változni. In: Zsidó sors és kultúra. 17–21. o.
- Beköszöntő. In: Hágár országa  magyarországi zsidóság – történelem, közösség, kultúra; szerk. Szalai Anna; Antall József Alapítvány, Bp., 2009
- Huth Péterː A nyughatatlan ember. Aki Auschwitz poklából a legmagasabb csúcsokig jutott; összegyűjt. Robert Parienté, előszó Elie Wiesel; ford. Matuscsák Tamás; Alexandra, Pécs, 2011

### Elektronikus dokumentum
- Bölcsek és történeteik. (Előadja: Vallai Péter), Kossuth, Bp., 2009

## Idézetek a szerzőtől
- "A szeretet ellentéte nem a gyűlölet, hanem a közöny."
- "A holokauszt a legjobban dokumentált tragédia a világtörténelemben. Soha eddig nem láttunk még ennyi szemtanút a gyilkosok, az áldozatok és az egyszerű járókelők között."
- "Ha Auschwitz nem gyógyította ki a világot az antiszemitizmusból, akkor vajon mi fogja?"
- "A remény olyan, mint a béke. Nem Isten ajándéka. Hanem olyan ajándék, amit mi tudunk adni egymás számára."
- "A zsidó történelemben nincs véletlen."
- "Egyetlen emberi faj sem felsőbbrendű, egyetlen vallásos hit sem alsóbbrendű. Minden kollektív megbélyegzés téves. Csak a rasszisták teszik."
- "Végeredményben a legnagyobb hatalom, amire az embernek törekednie kell, az a hatalom, amit önmaga felett gyakorol."
- "Ha az egyetlen ima, amit életedben mondasz, az, hogy "Köszönöm!", eleget mondtál."[12]
- "Az az ember, akiben nincs hála, abból hiányzik valami emberi. Az embereket tulajdonképpen a hálához való viszonyuk határozza meg."[12]
- "A szavak időnként, a kegyelem különleges pillanataiban, elérhetik a tett minőségét."[12]
- "Gondolkozz szárnyalóbban, érezz mélyebben."[12]